# وزارة الداخلية (فنلندا)
وزارة الداخلية
(بالفنلندية: sisäministeriö) (بالسويدية: inrikesministeriet) هي واحدة من 12 وزارة في الحكومة الفنلندية، وهي المسؤولة عن المسائل المتعلقة بالأمن الداخلي، مثل مكافحة الإرهاب، و‌مراقبة الأمن، وخدمات الإنقاذ والإطفاء، و‌مراقبة الحدود، فضلاً عن قضايا الهجرة. يرأس الوزارة وزير الداخلية، ماريا أوهيسالو من الرابطة الخضراء.
ميزانية وزارة الداخلية لعام 2018 هي 1,993,976,000 يورو. يعمل في الوزارة 190 شخصاً.